# Stern (Eisenach)

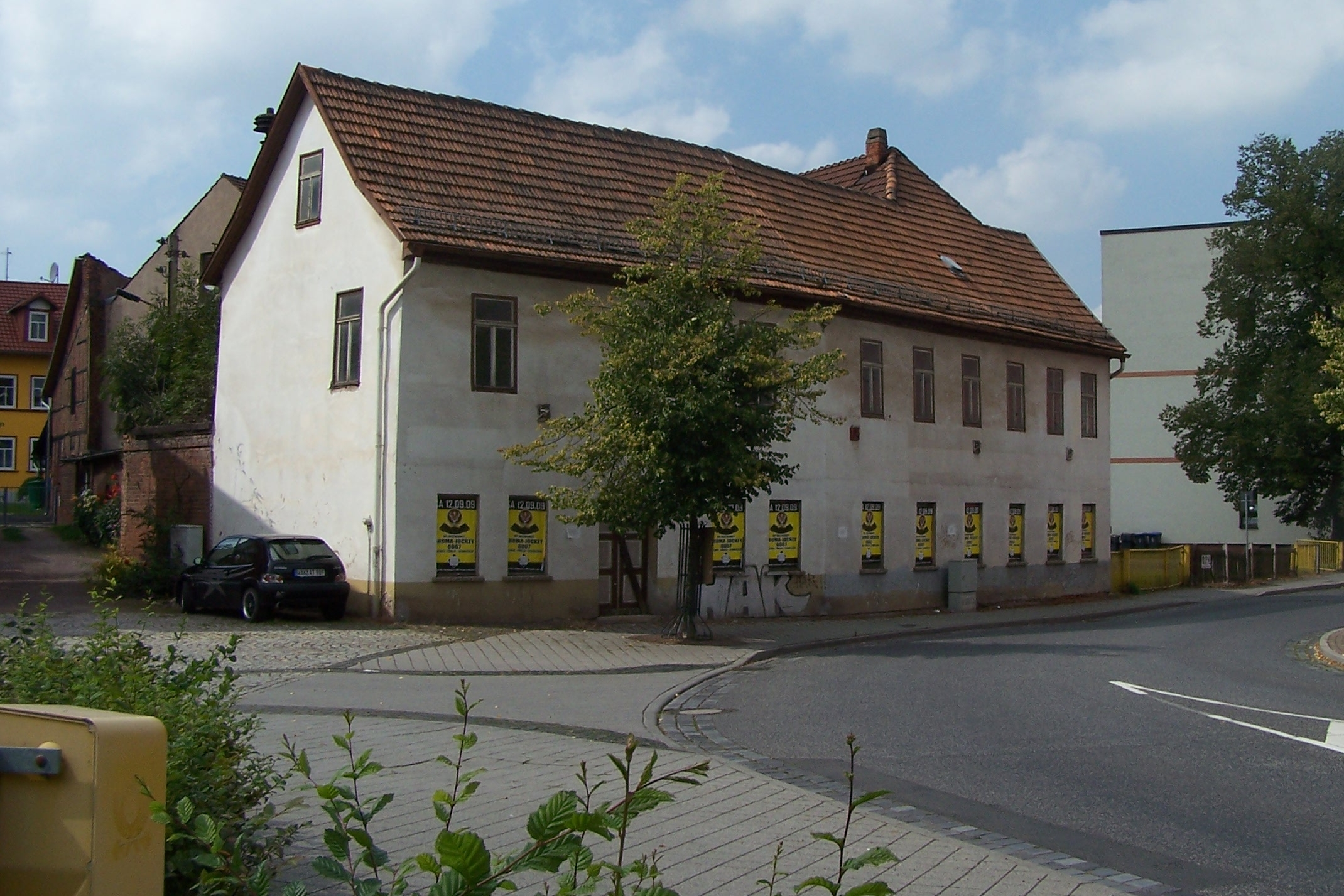
Die Nebengebäude an der Kasseler Straße wurden im August 2019 abgerissen

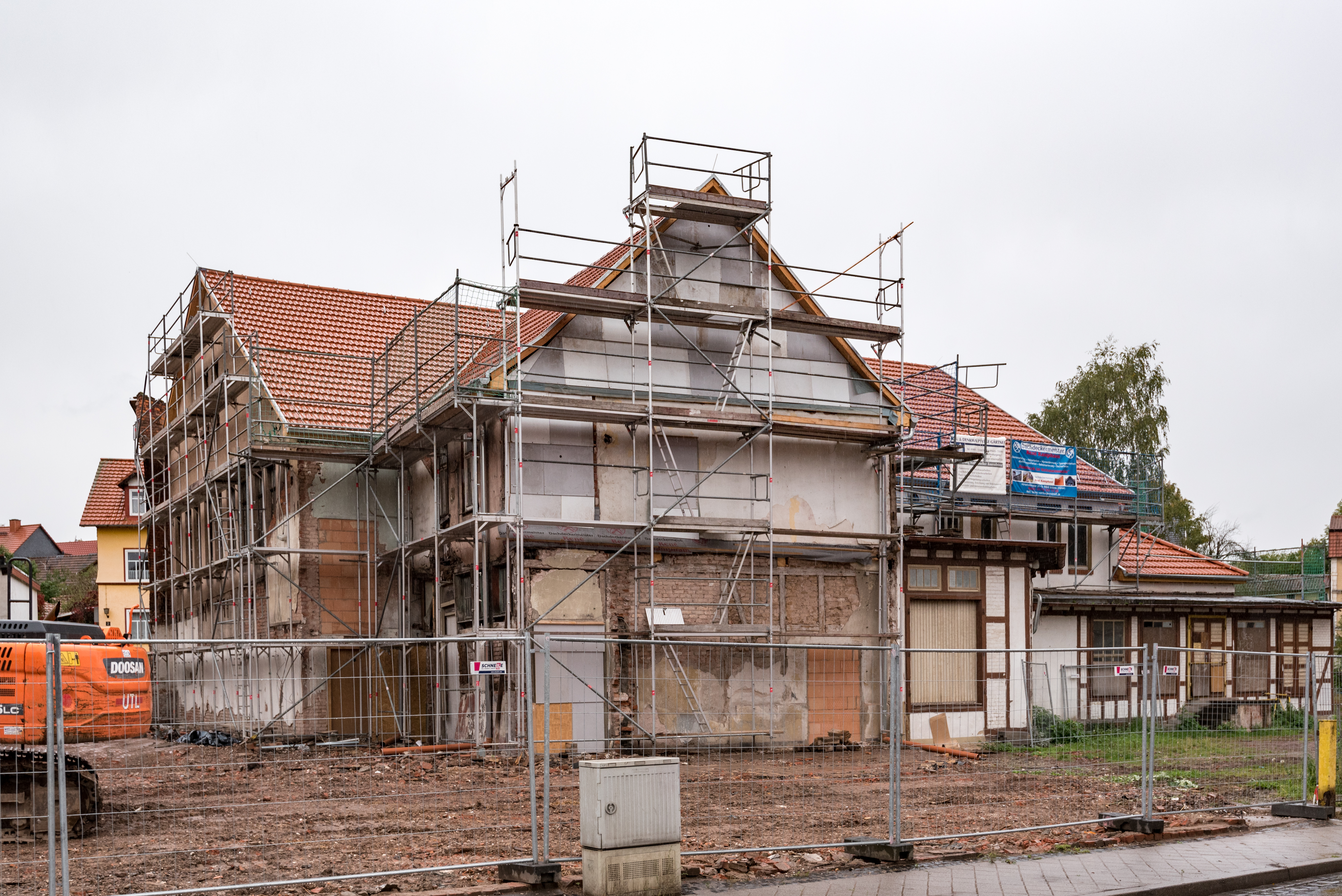
Derselbe Blick im Oktober 2019 – das Vorderhaus ist abgerissen, das Dach des Saals neu eingedeckt und die Fassade gesichert

Das ehemalige Volkshaus Stern ist ein denkmalgeschützter Festsaal in der Innenstadt von Eisenach in Thüringen mit der Adresse Kasseler Straße 1.

## Geschichte

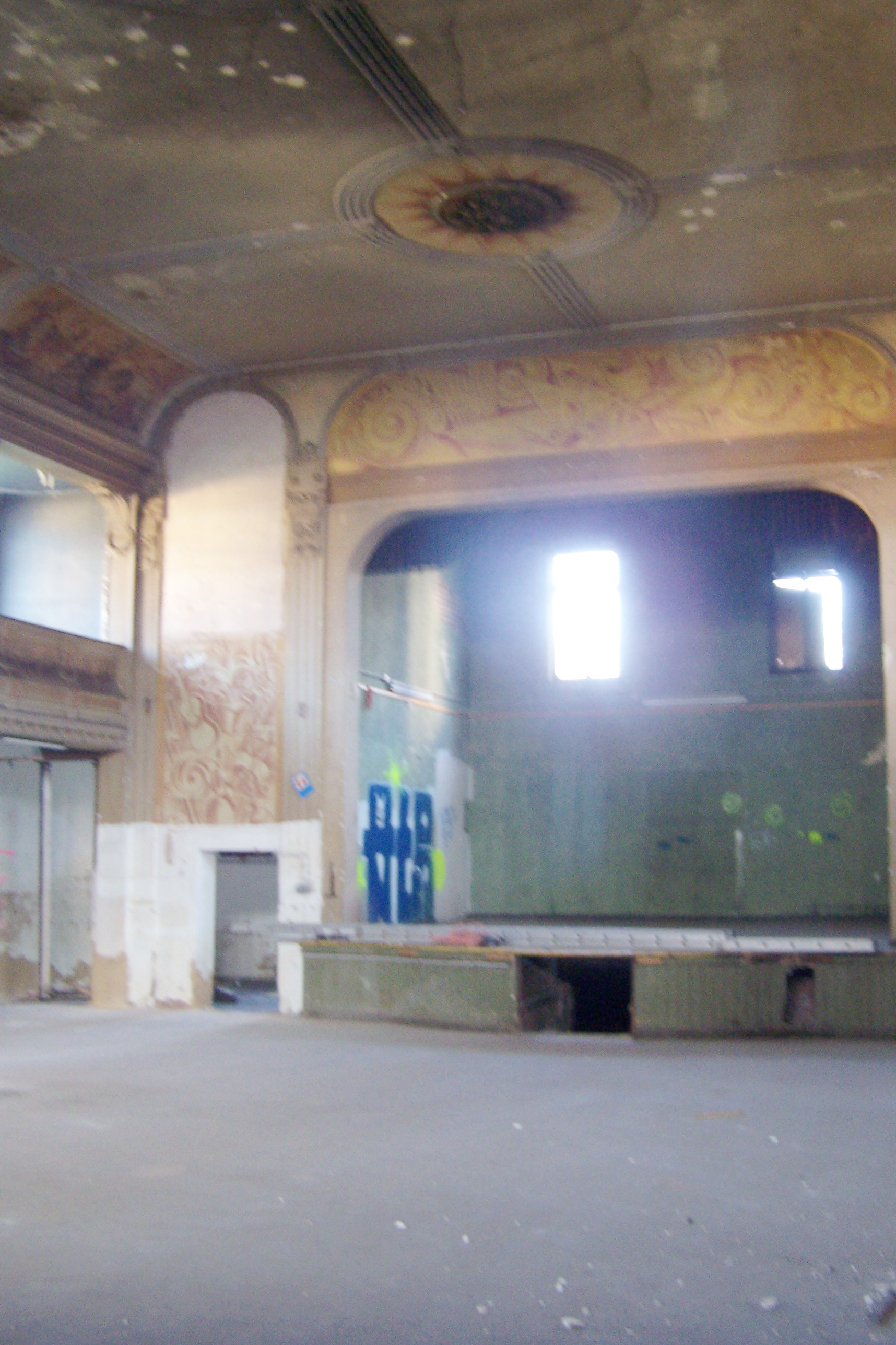
Der Festsaal vor der Sanierung

Am Standort des Stern befand sich bis ins 16. Jahrhundert das Eisenacher Katharinenkloster. Ein Gasthof „Stern“ ist am Standort seit 1802 überliefert.
Das Volkshaus mit Festsaal wurde 1906 an der Kreuzung Katharinenstraße / Kasseler Straße / Ehrensteig errichtet. Der Saal wurde im Jugendstil mit Art-déco-Elementen ausgestaltet; die Malereien sind bis heute erhalten geblieben.
Bis Ende der 1980er Jahre wurde das Gebäude als Gastwirtschaft und für Veranstaltungen genutzt, unter anderem für die Kommersch-Abende des Eisenacher Sommergewinns. 1990 geriet es ins Eigentum der Treuhand, die es 1991 bis 1994 an einen Möbelmarkt vermietete, was der Bausubstanz nicht zuträglich war. Später wurde es an einen Diskothekenbetreiber veräußert und zuletzt 2009 für eine Konzertveranstaltung genutzt.
Das Gebäudeensemble stellte in ruinösem Zustand zuletzt einen städtebaulichen Missstand dar. 2016 machte die Stadt Eisenach von einem Vorkaufsrecht Gebrauch und erwarb das Gebäude. Im Sommer 2019 begannen Schritte zur Sicherung des denkmalgeschützten Festsaals. Die nicht geschützte Bebauung zur Kasseler Straße wurde im August 2019 abgebrochen; das Umfeld des Festsaals soll mit einer Wohnanlage bebaut werden. Die Arbeiten, bei denen das Dach des Saals neu eingedeckt und die Fassade gesichert wurde, wurden von einer archäologischen Untersuchung begleitet.